# Tưởng Tiệp
Tưởng Tiệp (Hán tự: 蔣捷; 1245 — 1301), tự Thắng Dục (勝欲), hiệu Trúc Sơn (竹山), là một nhà thơ vào cuối thời nhà Tống và đầu thời nhà Nguyên, cùng với Chu Mật (周密), Vương Nghi Tôn (王沂孫), Trương Viêm (張炎) được xếp vào hàng ngũ "Tống mạt tứ đại gia" 「宋末四大家」(tứ đại danh sư đời hậu Tống).

## Tiểu sử
Tưởng Tiệp sinh ra tại Dương Tiện (陽羨) (nay là Nghi Hưng, tỉnh Giang Tô). Ông làm Tiến Sĩ năm Hàm Thuần thứ mười (năm 1274) đời Tống Cung Đế, trong bài thơ "Nhất tiễn mai" của ông có câu "Hồng liễu anh đào, lục liễu ba tiêu." 「紅了櫻桃，綠了芭蕉」, nên khi được lưu danh, người đời thường gọi ông là "Anh Đào tiến sĩ" 「櫻桃進士」.
Tưởng Tiệp sống trong thời kỳ nhà Tống đang sụp đổ và nạn quân Mông Cổ xâm chiếm Giang Nam. Đặc biệt là sau khi nhà Nam Tống sụp đổ, ông đã nhiều lần bị buộc phải di cư, do đó cuộc sống của ông rất bấp bênh nhưng rồi được triều Nguyên tha thứ, cho tha triệu lại về làm quan nhưng ông lại "Tang Lục bối giao tiến kỳ tài, tốt bất khẳng khởi" 「臧陸輩交薦其才，卒不肯起」(Được Tang Lục tiến cử, nhưng quân tiểu tốt không chịu động đậy), không làm nữa. Trong những năm cuối đời, ông định cư tại Thái Hồ, Trúc Sơn và viết nên bài "Trúc Sơn từ" (竹山詞).
Hầu hết các thi từ của Tưởng Tiệp đều kế thừa từ Tô Thức (蘇軾; 1037 — 1101), Tân Khí Tật (辛棄疾; 1140 — 1207). Nội dung hầu như là về hoài tưởng đến cố hương, nỗi buồn của sông của núi, theo phong cách đa dạng. Bài nổi tiếng nhất của ông là "Ngu mỹ nhân" (虞美人), thể hiện bước chuyển mình trong phong thái, tâm tưởng trữ tình trong cuộc đời ông.

## Một số bài thơ
| \| “ \| 一剪梅－舟過吳江 一片春愁待酒澆。 江上舟搖， 樓上帘招。 秋娘渡與秦娘橋， 風又飄飄， 雨又瀟瀟。 何日歸家洗客袍。 銀字笙調， 心字香燒。 流光容易把人拋， 紅了櫻桃， 綠了芭蕉。 \| ” \| | Nhất tiễn mai - Chu quá Ngô giang Nhất phiến xuân sầu đãi tửu kiêu. Giang thượng chu dao, Lâu thượng liêm chiêu. Thu Nương độ dữ Tần Nương kiều, Phong hựu phiêu phiêu, Vũ hựu tiêu tiêu. Hà nhật quy gia tẩy khách bào. Ngân tự sinh điều, Tâm tự hương thiêu. Lưu quang dung dị bả nhân phao, Hồng liễu anh đào, Lục liễu ba tiêu. |   |
| “ | 一剪梅－舟過吳江 一片春愁待酒澆。 江上舟搖， 樓上帘招。 秋娘渡與秦娘橋， 風又飄飄， 雨又瀟瀟。 何日歸家洗客袍。 銀字笙調， 心字香燒。 流光容易把人拋， 紅了櫻桃， 綠了芭蕉。 | ” |

| \| “ \| 虞美人其一－聽雨 少年聽雨歌樓上， 紅燭昏羅帳。 壯年聽雨客舟中， 江闊雲低，。 斷雁叫西風 而今聽雨僧盧下， 鬢已星星也。 悲歡離合總無情， 一任階前， 點滴到天明。 \| ” \| | Ngu mỹ nhân kỳ 1 - Thính vũ Thiếu niên thính vũ ca lâu thượng, Hồng chúc hôn la trướng. Tráng niên thính vũ khách chu trung, Giang khoát vân đê, Đoạn nhạn khiếu tây phong. Nhi kim thính vũ tăng lô hạ, Mấn dĩ tinh tinh dã. Bi hoan ly hợp tổng vô tình, Nhất nhâm giai tiền, Điểm chích đáo thiên minh. |   |
| “ | 虞美人其一－聽雨 少年聽雨歌樓上， 紅燭昏羅帳。 壯年聽雨客舟中， 江闊雲低，。 斷雁叫西風 而今聽雨僧盧下， 鬢已星星也。 悲歡離合總無情， 一任階前， 點滴到天明。 | ” |

| \| “ \| 虞美人其二 絲絲楊柳絲絲雨， 春在冥濛處。 樓兒忒小不藏愁， 幾度和雲， 飛去覓歸舟。 天憐客子鄉關遠， 借與花消遣。 海棠紅近綠欄杆， 才捲珠簾， 卻又晚風寒。 \| ” \| | Ngu mỹ nhân kỳ 2 Ty ty dương liễu ty ty vũ, Xuân tại minh mông xứ. Lâu nhi thắc tiểu bất tàng sầu, Kỷ độ hoà vân, Phi khứ mịch quy chu. Thiên liên khách tử hương quan viễn, Tá dữ hoa tiêu khiển. Hải đường hồng cận lục lan can, Tài quyển châu liêm, Khước hựu vãn phong hàn. |   |
| “ | 虞美人其二 絲絲楊柳絲絲雨， 春在冥濛處。 樓兒忒小不藏愁， 幾度和雲， 飛去覓歸舟。 天憐客子鄉關遠， 借與花消遣。 海棠紅近綠欄杆， 才捲珠簾， 卻又晚風寒。 | ” |